# Cynomys parvidens
Cynomys parvidens е вид бозайник от семейство Катерицови (Sciuridae). Видът е застрашен от изчезване.

## Разпространение
Разпространен е в САЩ (Юта).